# Beauvoir (Yonne)
Beauvoir és un municipi francès, situat al departament del Yonne i a la regió de Borgonya - Franc Comtat. L'any 2007 tenia 336 habitants.

## Demografia

### Població
El 2007 la població de fet de Beauvoir era de 336 persones. Hi havia 130 famílies, de les quals 28 eren unipersonals (16 homes vivint sols i 12 dones vivint soles), 49 parelles sense fills, 45 parelles amb fills i 8 famílies monoparentals amb fills.
La població ha evolucionat segons el següent gràfic:
Habitants censats

### Habitatges
El 2007 hi havia 163 habitatges, 139 eren l'habitatge principal de la família, 21 eren segones residències i 3 estaven desocupats. Tots els 161 habitatges eren cases. Dels 139 habitatges principals, 126 estaven ocupats pels seus propietaris, 8 estaven llogats i ocupats pels llogaters i 4 estaven cedits a títol gratuït; 1 tenia una cambra, 4 en tenien dues, 23 en tenien tres, 36 en tenien quatre i 74 en tenien cinc o més. 97 habitatges disposaven pel capbaix d'una plaça de pàrquing. A 46 habitatges hi havia un automòbil i a 84 n'hi havia dos o més.

### Piràmide de població
La piràmide de població per edats i sexe el 2009 era:
| Homes | Edats   | Dones |
| ----- | ------- | ----- |
| 0     | 95 o +  | 0     |
| 0     | 90 a 94 | 0     |
| 0     | 85 a 89 | 4     |
| 8     | 80 a 84 | 0     |
| 0     | 75 a 79 | 12    |
| 4     | 70 a 74 | 8     |
| 8     | 65 a 69 | 8     |
| 8     | 60 a 64 | 12    |
| 16    | 55 a 59 | 12    |
| 8     | 50 a 54 | 8     |
| 12    | 45 a 49 | 0     |
| 8     | 40 a 44 | 20    |
| 20    | 35 a 39 | 4     |
| 8     | 30 a 34 | 20    |
| 12    | 25 a 29 | 4     |
| 20    | 20 a 24 | 0     |
| 8     | 15 a 19 | 12    |
| 4     | 10 a 14 | 8     |
| 16    | 5 a 9   | 16    |
| 4     | 0 a 4   | 4     |

## Economia
El 2007 la població en edat de treballar era de 217 persones, 159 eren actives i 58 eren inactives. De les 159 persones actives 149 estaven ocupades (85 homes i 64 dones) i 10 estaven aturades (4 homes i 6 dones). De les 58 persones inactives 27 estaven jubilades, 18 estaven estudiant i 13 estaven classificades com a «altres inactius».

### Ingressos
El 2009 a Beauvoir hi havia 142 unitats fiscals que integraven 361 persones, la mediana anual d'ingressos fiscals per persona era de 19.083 €.

### Activitats econòmiques
Dels 12 establiments que hi havia el 2007, 1 era d'una empresa extractiva, 2 d'empreses de fabricació d'altres productes industrials, 2 d'empreses de construcció, 3 d'empreses de comerç i reparació d'automòbils, 2 d'empreses d'hostatgeria i restauració i 2 d'empreses immobiliàries.
Dels 2 establiments de servei als particulars que hi havia el 2009, 1 era un paleta i 1 agència immobiliària.
L'any 2000 a Beauvoir hi havia 11 explotacions agrícoles que ocupaven un total de 720 hectàrees.

## Equipaments sanitaris i escolars
El 2009 hi havia una escola elemental integrada dins d'un grup escolar amb les comunes properes formant una escola dispersa.

## Poblacions més properes
El següent diagrama mostra les poblacions més properes.